# Le Quartier latin
Pour les articles homonymes, voir Quartier Latin.

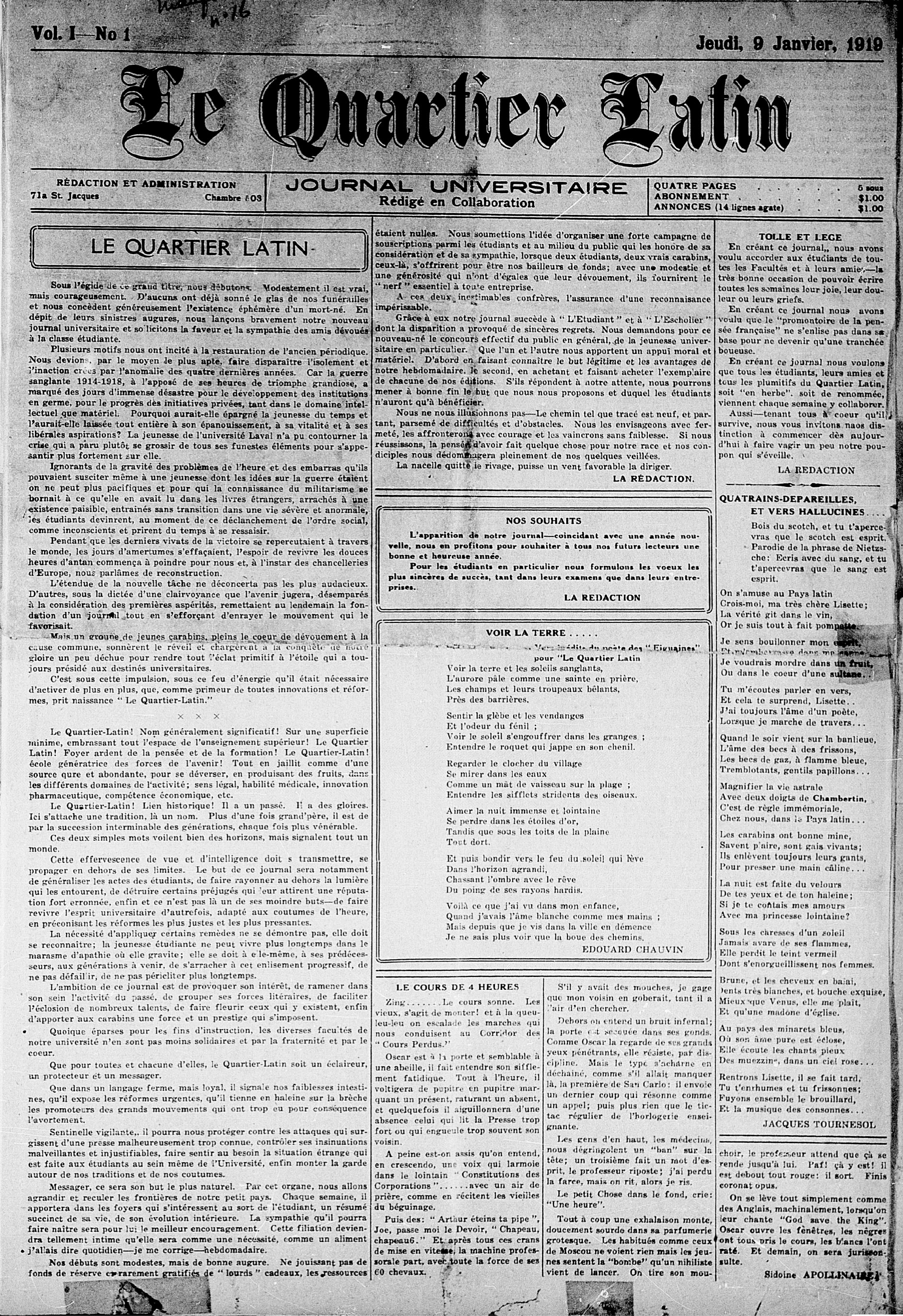
La une du premier numéro de Le Quartier latin, 9 janvier 1919

Le Quartier latin était le journal officiel des étudiants de l'Université de Montréal qui à l'époque se situait sur la rue Saint-Denis dans le Quartier latin de Montréal. Publié du 9 janvier 1919 au 1er octobre 1977, Le Quartier latin succède à Le Journal des étudiants (1895-1897), L’Étudiant (1912-1915) puis L'Escholier, Gazette du Quartier latin (1915-1918). Dans les dernières années la page couverture était en couleur et il était vendu dans tous les campus universitaires et des cégeps.
Le journal Le Quartier latin était réputé pour ses prises de positions qui créaient des remous dans l'opinion publique. Plusieurs personnes qui ont participé à la rédaction de ce journal sont aujourd'hui dans le domaine des médias ou ont occupé des postes importants au sein de la société québécoise :
- Denys Arcand ;
- Paule Beaugrand-Champagne ;
- Michel Beaulieu ;
- Lise Bissonnette, adjointe rédacteur en chef ;
- Denise Bombardier, rédactrice en chef ;
- Roméo Bouchard, directeur (1968-1970) ;
- André Brochu ;
- Gil Courtemanche, chroniqueur ;
- Mireille Dansereau ;
- Roch Denis ;
- Gilles Duceppe, directeur à partir de 1970 ;
- Serge Grenier, chef des nouvelles, les arts ;
- Marc Laurendeau, arts ;
- Normand Lester, service des nouvelles ;
- Serge Ménard, directeur, comité éditorial, rédacteur en chef, aviseur moral ;
- Michèle Rivet, éditorialiste, rédactrice en chef ;
- Jean-Pierre Saulnier, enquêtes ;
- Roger Soublière, directeur de l'information ;
- Pierre Tourangeau ;
- Pierre Laporte (1943-1944[2])
- Stéphane Venne, comité éditorial, pages artistiques.